# موسى أباد (أصفهان)
موسی‌ أباد هي قرية في مقاطعة أصفهان، إيران. عدد سكان هذه القرية هو 16 في سنة 2006.